# Лэнг, Сара
Сара Лэнг (англ. Sarah Lang; род. 6 августа 1977 года в гор. Бостон, штат Массачусетс, США) — американская конькобежка, специализирующаяся в шорт-треке. Бронзовая призёр чемпионата мира 1998 года.

## Биография
Сара Лэнг начала кататься на коньках в возрасте 6-ти лет в Арлингтоне штат Массачусетс в школе фигурного катания, но позже присоединилась к младшей сестре Пенелопе, которую отец отдал в конькобежный спорт. Её отец Эд тоже занимался конькобежным спортом и в группе Гранд-мастер после 50 лет выиграл титул в 1993 году. Сара занималась обоими видами до 15 лет, но потом фигурные коньки повесила на гвоздь и занялась целиком скоростным катанием. Младший брат Сары и Пенелопы Эд тоже присоединился к скоростному катанию, только мама Илин, руководитель в компании Lotus не входила в их состав.
В 1992 году она стала чемпионкой США по шорт-треку среди девочек до 15 лет, а следующие 2 года была чемпионкой среди девушек. С 1995 года попала в состав национальной сборной. В марте 1998 года выиграла бронзу в эстафете на чемпионате мира в Вене.
Осенью стартовала на кубке мира сезона 1998/99 годов, и заняла 14-е места на 1000 м в Монреале и Саратога-Спрингс. В марте 2000 года на чемпионате мира в Гааге вместе с командой заняла 6-е место, следом на первенстве мира в Шеффилде стала 5-й в эстафете. В марте 2001 года на командном чемпионате мира в Японии заняла 7-е место, после решила уйти из конькобежного спорта.
С 2002 по 2003 год работала в средствах массовой информации, ведущим-диктором и репортером, с января 2003 по апрель 2009 года освещала и анонсировала в прямом эфире на ESPN спортивные мероприятия. В июле 2006 года Сара начала испытывать симптомы, которые включали боль в животе и кровь в кале. Сара беспокоилась, что у неё развился рак толстой кишки.
```
 “Я отрицала, что что-то было не так”, - объясняет она. “Несмотря на то, что мои симптомы ухудшились, я не хотела обращаться к врачу, потому что чувствовала, что если бы у меня была болезнь, то это было бы началом конца”.
```

В сентябре Сара вновь была приглашена в национальную сборную по шорт-треку в возрасте 30-ти лет, но в то же время её госпитализировали в отделение интенсивной терапии (ОИТ), когда её желудок сильно раздулся из-за воспаления в толстой кишке.
В течение нескольких месяцев проводились тесты и делали сигмоидоскопию и только в начале 2007 года ей диагностировали хроническую болезнь язвенный колит.
```
“Пока я была в больнице, я так боялась, что никогда больше не буду кататься на коньках”, - говорит она. “Я не знала никого с этой болезнью, с кем можно было бы сравнить истории и поделиться страхами, поэтому было легко представить худшее. Мне потребовалось некоторое время, чтобы смириться с этой болезнью и принять ее как часть своей жизни”.
[
2
]
. 
```

Перед этапом кубка мира в Херенвене Сара перенесла приступ и чудом попала в команду, где смогла занять 5-е место на дистанции 1000 м. В феврале 2008 года завершила карьеру спортсменки.
После завершения карьеры Сара окончила Университет Калгари (обучалась с 2005—2007 года) со степенью магистра экономики. Прежде чем начать новую карьеру решила в ноябре 2008 года путешествовать по Никарагуа и обучалась там Сёрфингу, а после вернулась в Канаду и начала карьеру консультанта с 2008 по 2013 года в «Deloitte Consulting», международной фирме по стратегии и операциям (Нефть и газ). С мая 2015 года по настоящее время является менеджером по консультационным услугам в Ernst & Young. Она руководила международными командами в Северной и Южной Америке, уделяя особое внимание нефтегазовой промышленности.